# Lasioglossum parvulinum
Lasioglossum parvulinum là một loài Hymenoptera trong họ Halictidae. Loài này được Cockerell mô tả khoa học năm 1939.